# Нобелов форум
Нобелов форум (који се назива и Кућа Нобелове фондације) је зграда која се налази у Nobels väg 1 у Кампусу Солна, у општини Солна. Зграда је подигнута 1993. године према цртежима архитекте Johan Celsing и у њој се налазе просторије за администрацију Нобелове фондације. Нобелов форум је радно место за Нобелову скупштину на Институту Каролинска, која сваке године додељује Нобелову награду за физиологију или медицину. Зграда је донација шведској држави и има велику архитектонску вредност. Имовина је у власништву и под управом Норвешке агенције за имовину. 

## Опис зграде
Нобелов форум је прва зграда коју сретнете када прођете улаз из Солнавагена у подручје Каролинска института. То је зграда од црвене цигле са забатом окренутом према Нобелсвагу. Фасада зграде од црвене цигле се добро уклапа са околним старијим зградама од цигле које је пројектовао архитекта Туре Риберг 1940-их и 1950-их година по принципу „кућа у парку”. Некада се на том месту налазила и чуварска резиденција. Пре него што се Нобелов комитет преселио овде, имао је своје просторије у старој главној згради Каролинског института, која је била прва завршена зграда у овој области, коју је пројектовао Ридберг и подигнута 1945–1946. Главна зграда је срушена 2010. године како би се направио простор за Aula Medica. 
Johan Celsing је дизајнирао своју кућу на нов начин који је био типичан за међународну архитектуру с краја осамдесетих година прошлог века и који је између осталог назван минимализмом и реализмаом. У унутрашњости куће, „незанимљива ексклузивност се наставља потпуно у складу са екстеријером“, како то каже писац архитектуре Олоф Хултин. 
Зграда садржи канцеларије, сале за састанке и аудиторијум, Валенберг салу, која се истиче сопственим волуменом окренутим према башти. Материјали који се користе на зидовима, поду и столарији су малобројни и уједначени, а њихове природне боје одређују боје ентеријера. Подна облога, рецепција и камени детаљи на зидовима и стубовима су направљени од фино млевеног кречњака. Столарија за прозоре и врата рађена је од науљеног дрвета трешње. Намештај је углавном дизајнирао Celsings архитектонски биро, а посебно за Нобелов форум. Испред главног улаза налази се скулптура фонтане Извор коју је 1997. године направио Liss Eriksson.

## Слике
- Нобелов форум, фасада према Berzelius väg
- Нобелов форум, фасада према Berzelius väg
- Валенберг дворана, фасада окренута ка башти
- Фонтана скулптура "Извор" Лис Ериксон
- Фонтана скулптура "Извор" Лис Ериксон